# Передіснування
Передіснування — одна з трьох теологічних концепцій про виникнення людської душі; релігійно-філософське вчення про існування певного числа індивідуальних душ, створених Творцем спочатку, отже раніше їх фізичного народження на землі. Представники цього вчення — піфагорійці (VI—IV ст. до н. е.), Платон (V—IV століття до н. е.), Оріген (III століття) та інші.
Протилежною думкою є креаціонізм, який стверджує, що під час утворення кожного людського тіла особливим актом божественної волі твориться з нічого відповідна йому душа.
Третє вчення є варіантом вчення передіснування: традуціанізм приймає існування душ до їх втілення, але не у вигляді роздільних сутностей, а разом, в загальному прабатькові людства. Про це проповідував Тертуліан (III століття).
Серед тих, хто заперечував передіснування — Фома Аквінський (1225—1274).